# Murina hkakaboraziensis
Murina hkakaboraziensis (Soisook, Thaw, Kyaw, Lin Oo, Pimsai, Suarez-Rubio & Renner, 2017) è un pipistrello della famiglia dei Vespertilionidi endemico della Birmania.

## Descrizione

### Dimensioni
Pipistrello di piccole dimensioni, con la lunghezza della testa e del corpo di 35,5 mm, la lunghezza dell'avambraccio di 29,6 mm, la lunghezza della coda di 30,1 mm, la lunghezza del piede di 8,6 mm, la lunghezza delle orecchie di 17 mm e un peso fino a 3,4 g.

### Aspetto
La pelliccia è lunga, in particolare sulla testa. Le parti dorsali sono bruno-arancioni con la base bruno-grigiastra, cosparse di lunghi peli dorati più densamente sulla testa, mentre le parti ventrali sono grigio scure con la punta dei singoli peli bianco-grigiastra. Il muso e la fronte sono ricoperti di corti peli marroni scuri. Le orecchie sono rotonde, prive di incavi sul bordo posteriore. Il trago è relativamente corto, meno della metà della lunghezza del padiglione auricolare. Le membrane alari sono attaccate posteriormente alla base dell'artiglio dell'alluce, il piede è relativamente grande.

### Ecolocazione
Emette ultrasuoni sotto forma di impulsi di breve durata ad alto ciclo di lavoro,  con frequenza massima di 164–169 kHz e finale di 62–70 kHz.

## Biologia

### Alimentazione
Si nutre di insetti.

## Distribuzione e habitat
Questa specie è conosciuta soltanto attraverso un individuo maschio adulto catturato nel paesaggio del Hkakabo Razi, nello Stato Kachin, Birmania settentrionale.
Vive nelle zone di transizione tra le foreste semi-sempreverdi di pianura e le praterie soggette ad incendi annuali.

## Conservazione
Questa specie, essendo stata scoperta solo recentemente, non è stata sottoposta ancora a nessun criterio di conservazione.